# Rafael de Riego
Rafael de Riego y Flórez, conhecido como Rafael del Riego (Tuña, Astúrias, 7 de abril de 1784 – Madri, 7 de novembro de 1823) foi um político liberal espanhol.

## Juventude
Riego nasceu em 7 de abril de 1784 em Tineo nas Astúrias. Depois de se formar na Universidade de Oviedo em 1807, mudou-se para Madrid, onde se alistou no exército.

## Guerra Peninsular
Em 1808, durante a Guerra da Independência Espanhola, ele foi levado cativo pelos franceses e preso no El Escorial, de onde acabou escapando.
Em 10 de novembro participou na Batalha de Espinosa de los Monteros, após a qual foi novamente feito prisioneiro. Três dias depois, ele foi enviado para a França, e depois que mudou seu nome para "Riego" (sem o "del"), foi eventualmente libertado. Ele viajou pela Inglaterra e pelos estados alemães, e em 1814 ele retornou à Espanha pouco antes da Constituição espanhola de 1812 ser abolida por Fernando VII. Na Espanha, Riego mais uma vez ingressou no exército com a patente de tenente-coronel e prestou juramento à Constituição. Durante os seis anos de absolutismo que se seguiram à restauração do rei Fernando VII, os liberais espanhóis desejavam restaurar a Constituição espanhola, que o rei havia abolido em maio de 1814.

## Revolta de 1820
Em 1819, o rei estava formando um exército de dez batalhões para lutar nas guerras de independência hispano-americanas. Riego recebeu o comando do Batalhão das Astúrias. Depois de chegar a Cádiz, junto com outros oficiais liberais, ele iniciou um motim em 1 de janeiro de 1820, exigindo o retorno da Constituição de 1812.
As tropas de Riego marcharam pelas cidades da Andaluzia com a esperança de iniciar um levante anti-absolutista, mas a população local foi indiferente em sua maioria. Uma revolta, no entanto, ocorreu na Galiza e rapidamente se espalhou por toda a Espanha. Em 7 de março de 1820, o palácio real de Madri foi cercado por soldados sob o comando do general Francisco Ballesteros e, em 10 de março, o rei concordou em restaurar a Constituição.

## Vida posterior
O novo governo progressista promoveu Riego a marechal de campo e o nomeou capitão-geral da Galiza. Em 8 de janeiro de 1821, ele assumiu o comando de Aragão e mudou-se para Saragoça. Em 18 de junho, ele se casou com sua prima Maria Teresa del Riego y Bustillos. Em 4 de setembro de 1821, por causa de uma revolta republicana fracassada, ele foi injustamente acusado de republicanismo e preso.
No entanto, sua popularidade cresceu e manifestações aconteceram em Madrid exigindo sua libertação. Em março de 1822, foi eleito para as Cortes Gerais e acabou libertado da prisão.
Em dezembro de 1822, no Congresso de Verona, os países da Quíntupla Aliança decidiram que uma Espanha que estava na fronteira do republicanismo era uma ameaça ao equilíbrio da Europa, e a França foi escolhida para forçar a restauração da monarquia absoluta na Espanha.

Em 7 de abril de 1823, o exército francês cruzou as fronteiras. Riego assumiu o comando do III Exército e resistiu tanto aos invasores quanto aos grupos absolutistas locais. Em 15 de setembro, ele foi traído e feito prisioneiro em uma propriedade rural perto da aldeia de Arquillos, Jaén. Ele foi levado para Madrid. Apesar de pedir clemência ao rei, Riego foi considerado culpado de traição, pois foi um dos membros do parlamento que votou a favor da retirada do poder do rei. Em 7 de novembro de 1823, ele foi enforcado na praça La Cebada, em Madrid.